# Xiphias gladius
Il pesce spada (Xiphias gladius) è un pesce osseo marino, unica specie del genere Xiphias e della famiglia Xiphiidae. Si tratta di una specie cosmopolita, di grande importanza per la pesca commerciale.

## Distribuzione
È presente nelle zone tropicali, subtropicali, temperate e, in parte, fredde di tutti gli oceani, nonché nel mar Mediterraneo, nel mar Nero, nel mar di Marmara e mar d'Azov. 
È un tipico pesce pelagico che solo raramente si può avvicinare alle coste. Vive in prevalenza in acque superficiali ma può scendere fino a 800 metri, eccezionalmente fino a 2878 metri; di solito non scende sotto il termoclino. Vive in acque tra 18 e 22 °C (i giovanili anche in acque più calde) e nelle zone fredde, effettua migrazioni verso sud in autunno.

## Descrizione
Il pesce spada ha corpo fusiforme, a sezione cilindrica che si restringe gradualmente nella parte posteriore. La sua caratteristica più nota ed evidente è il grande sviluppo della mascella superiore che forma la tipica "spada", a sezione appiattita e tagliente e lunga circa 1/3 del corpo. Anche la mandibola è allungata e appuntita ma assai più corta. Gli occhi sono grandi. Denti, scaglie, pinne ventrali e linea laterale sono del tutto assenti negli adulti. Le pinne dorsali sono due, molto distanziate: la prima è alta, di forma triangolare negli adulti, con 3-4 raggi spiniformi e 15-26 raggi molli, la seconda è molto piccola e assomiglia a una pinnula. Anche le pinne anali sono due ampiamente distanziate: la prima è abbastanza grande e triangolare con due raggi spinosi e 10-11 molli e la seconda identica e quasi opposta alla seconda dorsale. La pinna caudale è ampia e falcata, sul peduncolo caudale è presente una carena ben distinta. Le pinne pettorali sono lunghe e a forma di falce.
I giovanili hanno un aspetto molto diverso dagli adulti, per certi versi simile a quello dei pesci vela, con presenza di scaglie e di denti, con pinne dorsali unite a formarne una molto alta e una sola pinna anale, con spine preopercolari e con la mascella inferiore allungata come la superiore.
Il colore del pesce spada vivo è grigio piombo o brunastro talvolta con riflessi violacei o rossastri sul dorso, argenteo sui fianchi, talvolta con riflessi bronzei e biancastro sul ventre.
Il pesce spada è uno dei più grandi pesci ossei, con una lunghezza massima di oltre 4,5 m e un peso che supera abbondantemente i 400 kg (il pesce spada più pesante venne pescato in Cile nel 1953, pesava 655 kg). La taglia media si aggira sui 3 metri.

## Biologia
Nuotatore velocissimo, effettua migrazioni anche su distanze oceaniche. Ha abitudini solitarie ma talvolta lo si ritrova in coppie. È presente un particolare meccanismo fisiologico che consente di riscaldare fino a 20 °C sopra la temperatura ambientale l'encefalo e gli occhi. È molto difficile calcolare l'età degli individui perché gli otoliti sono minuscoli e le scaglie sono assenti negli individui adulti per cui si possono avere indizi sulla longevità solo attraverso le sezioni dei raggi delle pinne.

### Alimentazione
Il pesce spada è un predatore opportunista in grado di sfruttare le risorse alimentari disponibili localmente, la sua alimentazione si basa soprattutto sui cefalopodi, secondariamente anche su pesci, soprattutto pelagici che formano banchi come clupeidi (sardine e specie affini), engraulidi (acciughe) e scombridi (sgombri, tombarelli e simili). Una frazione minore della sua dieta è composta di crostacei e organismi planctonici. Le prede vengono tramortite con la spada.

### Riproduzione

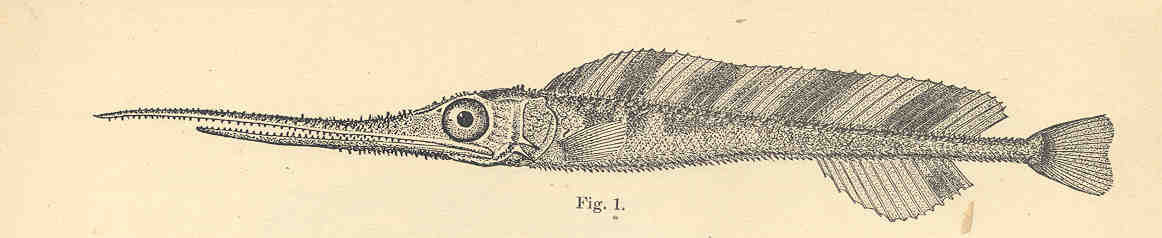
Larva di 37 mm di lunghezza

Avviene nella stagione calda. La femmina depone fino a 800.000 uova pelagiche di meno di 2 mm di grandezza e dotate di una goccia d'olio per favorire il galleggiamento. La larva che se ne schiude è lunga circa 4 mm ed è molto diversa dall'adulto. L'accrescimento è molto veloce, le femmine si accrescono più velocemente dei maschi.

### Predatori
Tra i predatori dell'adulto si annoverano squali come gli squali mako e la verdesca, cetacei odontoceti come il capodoglio e l'orca nonchè la lampreda di mare. I giovanili possono essere preda di marlin e pesci vela di varie specie, di tonni e di lampughe

## Pesca
Il pesce spada ha una grande importanza per la pesca commerciale, che viene effettuata in prevalenza con palamiti derivanti e reti da circuizione nonché come bycatch nella pesca al tonno. A livello globale le catture avvengono prevalentemente nel Pacifico nordoccidentale, nel Mediterraneo e nel Pacifico centro orientale. Le nazioni che catturano le maggiori quantità sono Giappone, Stati Uniti, Italia, Spagna, Canada, Corea del Sud, Taiwan, Filippine e Messico. È anche catturato dai pescatori sportivi d'altura.
Nello stretto di Messina viene effettuato un caratteristico e antico tipo di pesca con l'arpione utilizzando particolari imbarcazioni denominate feluche, dotate di un alto albero centrale munito alla sommità di una coffa per l'avvistamento del pesce e, a prua, di una lunga passerella all'estremo della quale staziona l'arpioniere, che così è in grado di trovarsi sulla verticale della preda al momento del lancio dell'arpione.
Le carni sono ottime e impiegate in vari modi, di solito commerciate fresche o congelate. In Giappone sono particolarmente apprezzate per il teriyaki.

## Contaminanti e pericoli per la salute
La carne di pesce spada, come quella di altri grossi pesci, contiene a causa della biomagnificazione alti livelli di metalli pesanti, tra cui il mercurio. Di conseguenza ne viene sconsigliato il consumo frequente e soprattutto devono evitarne il consumo i bambini e le donne incinte.

## Conservazione
Data la distribuzione cosmopolita e l'elevata importanza per l'industria peschereccia della specie la IUCN classifica X. gladius come prossimo alla minaccia. La popolazione sfruttata in maniera meno sostenibile è quella del mar Mediterraneo che è soggetta a una forte sovrapesca che sta riducendo il numero delle catture e la taglia degli individui.